# Achy Breaky Heart
“Achy Breaky Heart” —en español:«Dolorido y roto corazón»— es una famosa canción estilo country escrita por Don Von Tress. Titulada originalmente "Don't Tell My Heart," fue grabada por The Marcy Brothers en su segundo álbum The Marcy Brothers pero no se publicó como sencillo. El nombre fue cambiado a "Achy Breaky Heart" cuando Billy Ray Cyrus la grabó para su disco Some Gave All (1992). Fue el sencillo de lanzamiento de Cyrus y se ha convertido en su canción emblemática. La canción se convirtió en un éxito simultáneamente en emisoras de radio pop y country, llegando al #4 en la lista Billboard Hot 100 y al número uno en Hot Country Singles & Tracks. También alcanzó la primera ubicación en Australia y Nueva Zelanda. Después de su actuación en Top of the Pops, el sencillo llegó al #3 en la UK Singles Chart.

## Recepción de la crítica
La canción fue denominada como la segunda peor en una lista confeccionada por el canal VH1 de 50 Most Awesomely Bad Songs Ever, y por la revista Blender en las peores canciones de la historia. En 2002, Shelly Fabian de About.com clasificó a la canción como la número 249 en la lista de las 500 mejores canciones de la música country. En 2007, la canción fue ubicada en el puesto 87 en las 100 mejores canciones de los años 90 seleccionado por VH1.

## Versiones
- "Weird Al" Yankovic realizó una versión paródica un tiempo después de lanzado el Sencillo oficial la cual denominó "The Achy Breaky Song"[cita requerida]
- Alvin y las Ardillas realizaron una versión en 1992.[cita requerida]
- Kikki Danielsson versionó la canción traduciéndola al sueco (letra de Mikael Wendt y Christer Lundh como "En allra sista chans" (en sueco: "La última oportunidad") en su álbum de 1993 Jag ska aldrig lämna dig.[cita requerida]
- William Hung realizó una versión en su álbum de 2005 Miracle: Happy Summer from William Hung.[cita requerida]
- El cantante canadiense Stef Carse escribió e interpretó la versión francesa, "Achy Breaky Dance," en su álbum de lanzamiento de 1993.[cita requerida]
- La banda mexicana de country Caballo Dorado se hizo famosa por su versión en español titulada "No Rompas Más (Mi pobre corazón)".[cita requerida]
- El cantante mexicano Coyote Dax interpretó "No rompas más (mi pobre corazón)" en su álbum de 2001 "Me vale".[cita requerida]
- En 2004, Doraemon y Su Pandilla versionó la canción, y la pusieron en el disco con el mismo nombre.
- En 2023, la agrupación La Inolvidable Banda Agua De La Llave sacaría la versión a dueto con Caballo Dorado, este tema sería la combinación de No Rompas Más y Payaso De Rodeo.